# 左胸心
左胸心（英: Levocardia）とは、心臓の胸郭内での位置の分類の一種であり、心臓が身体に対して正位（左側）を向いている状態を指す。
正確に言えば心臓の位置・方向は胸郭内での位置と心基部・心尖部の軸方向により右胸心(Dextrocardia)、正中心または中間位心 (Mesocardia)、左胸心(Levocardia) に分類され、左胸心は心尖部が左側を向いている状態である。
実際には、修正大血管転位症や内臓逆位（situs inversus）などの病態のためにその他の関連臓器の位置異常を伴う状態を指すことも多い 。
単に右胸心ではない状態、したがって内臓正位（situs solitus）で心臓も正しい位置にある状態を指すこともある。